# Canal Alpha
Pour l’article homonyme, voir Canal alpha.
 (mars 2025).
Si vous disposez d'ouvrages ou d'articles de référence ou si vous connaissez des sites web de qualité traitant du thème abordé ici, merci de compléter l'article en donnant les références utiles à sa vérifiabilité et en les liant à la section « Notes et références ».
Canal Alpha est une chaîne de télévision régionale suisse. Elle émet dans tout l'Arc Jurassien, de la région d'Yverdon (ouest) au canton du Jura, ainsi que dans le Jura bernois (à l'exception, jusqu'en 2025 de Bienne, bilingue).

## Histoire de la chaîne
En 1986 : Octroi d'une concession de l'OFCOM
En 1987 (septembre) : la société coopérative Canal Alpha Plus est créée afin de mettre en place une télévision locale. La chaîne émet alors un programme hebdomadaire d'une heure, partagé entre des informations régionales et des émissions à vocation spirituelles.
En 1989 : la concession est étendue sur le littoral neuchâtelois et la ville de Neuchâtel, portant ainsi de 22 000 à 100 000 le nombre de téléspectateurs potentiels.
En 1995 : la concession est étendue au haut du canton, la chaîne devenant la première chaîne cantonale de suisse.
Au milieu des années 1990, la chaîne émet sur tout le territoire du Canton et se transforme en société anonyme. De plus, les émissions deviennent quotidiennes.
En 1997 : la concession est à nouveau étendue au district de La Neuveville.
En 2000 : la zone de diffusion s'étend à certaines communes du canton du Jura et du canton de Berne et passe, l'année suivante au support numérique pour la réalisation de ses émissions.
En 2008 : l'OFCOM octroie une concession avec redevance à Canal Alpha pour le canton de Neuchâtel, le canton du Jura et le Jura bernois, ainsi que le District d'Yverdon. Le projet concurrent, Arc TV, fait recours contre cette décision.
En 2009 : le 14 décembre 2009, le Tribunal Administratif Fédéral rejette le recours d'Arc TV. Canal Alpha peut commencer à émettre dans tout l'Arc jurassien.
En 2010 : le 5 juillet 2010, la télévision de l'Arc jurassien produit désormais la totalité de ses programmes en haute définition (HD). La chaîne fait partie des pionniers dans cette avancée technologique puisqu’elle est l’une des premières télévisions suisses qui propose à ses diffuseurs un contenu 100 % full HD.
En 2013 : la diffusion de Canal Alpha est étendue en numérique à toute la Suisse, à la suite de la modification correspondante de l’ordonnance sur la radio et la télévision (ORTV), décidée par le Conseil fédéral, qui donne désormais la possibilité aux chaînes de télévision régionales d’être diffusées au-delà de leur zone de concession.
En 2014 : la chaîne est diffusée en haute définition (HD) sur le réseau Swisscom TV.
En 2015 : l'opérateur UPC Cablecom et ses réseaux partenaires diffusent Canal Alpha en HD dans leur offre de base en Suisse romande. Sunrise TV, Cablotel et Réseau TV Lehmann proposent également à leurs abonnés la version HD à partir du 1er juillet.
En 2016 : depuis le 12 avril, le fournisseur romand de contenus multimédia « netplus.ch SA » propose Canal Alpha HD dans l’offre de base de ses 11 réseaux partenaires. Citycable diffuse la chaîne dans son offre de base depuis le mois de mai.
En 2021 jusqu'en août 2022 : diffusion sur la TNT dans l'Arc jurassien, la région lémanique et la France voisine via les émetteurs du Chasseral et de La Dôle / Le Salève.
En 2024 : l'Office fédéral de la communication annonce le renouvellement de sa concession ainsi que l'octroi d'une concession pour sa chaîne soeur, Canal B, sur la zone de Bienne dès 2025.

## Organisation

### Direction
- Joël Pelet
- Marcello Del Zio

### Diffusion
La zone de concession couvre tout le Canton de Neuchâtel, le Canton du Jura ainsi que les districts de La Neuveville, de Courtelary, de Moutier (BE), de Grandson et d’Yverdon (VD). Deux canaux distincts sont diffusés, proposant des contenus spécifiques à chaque région :
- Canal Alpha NE (canton de Neuchâtel et région d’Yverdon)
- Canal Alpha JU (canton du Jura et Jura bernois)

Canal Alpha est disponible en haute définition (HD) au format 1080i partout en Suisse via les opérateurs nationaux et régionaux.
La télévision de l’Arc jurassien est proposée dans les offres des câblo-opérateurs (UPC, ello, EBL Telecom, Sitebco, Cablotel, Réseau TV Lehmann, Diatel, Citycable, net+, Naxoo), des opérateurs IPTV (Swisscom TV, Sunrise TV, Salt TV, VTX TV, Wingo, M-Budget, green.ch, ticino.com, YplaY, iWay) et des fournisseurs OTT (Zattoo, Wilmaa, Teleboy, myCanal, Init7). 

## Émissions
- Journal de Canal : reflet des événements marquants du jour dans l’Arc jurassien
- Canal sportif : émission bihebdomadaire qui revient sur l'actualité sportive régionale
- 90 secondes : la surprise du jour en 90 secondes
- Météo
- Avis de passage : portrait d'une personnalité de la région
- Les Visiteurs : découverte de maisons, appartements, bâtisses historiques, lieux contemporains, insolites ou curieux
- L'idée du chef : émission culinaire
- Tu vas déguster : à la rencontre des produits du terroir
- 1115 : il était une fois le Gruyère
- C'est du tout cuit : l'agenda du week-end
- Ça bouge à la maison : un coach sportif propose de la gym à faire depuis chez soi
- Placebo : émission santé
- Avec le temps... : magazine horloger
- Canal Airways : découverte du patrimoine de la région à travers des vues aériennes et des anecdotes sur les villages de l'Arc jurassien
- Sans détour : débats sur diverses thématiques d'actualité (société, politique, économie)
- Le sens de l'éco : magazine économique de la chaîne
- C'est ça l'école : émission favorisant le dialogue entre parents, enfants et enseignants
- Mon job et moi : magazine court sur la formation professionnelle
- Eurêka : émission consacrée aux différentes formes que peut prendre l'énergie
- Sous la coupole : réalisée depuis le Palais Fédéral, l’émission apporte un éclairage sur les sessions parlementaires
- Ma foi c'est comme ça : magazine des églises évangéliques de la région
- Passé projeté : entretiens autour d’archives filmiques, marquantes ou insolites de la région
- Y a 10 ans : retour sur des archives d'actualité
- Mamma Mia : émission consacrée à la fête des mères
- Calendrier de l'Avent : chants de Noël interprétés par les classes d'école primaire
- Émissions spéciales : élections, votations, évènements sportifs, Téléthon, etc
- ON AIR : émission en direct liée à un évènement
- Toudou : projet de la Protection Suisse des Animaux PSA
- L'info en continu : rediffusion des journaux de la semaine précédente

Émissions plus diffusées 
- 90 secondes de cuisine : des recettes pour les petits
- Antipasto : talk show
- Baby Agenda : carnet rose du canton de Neuchâtel
- Ça vaut le coup : émission sur la sécurité au travail
- C'est déjà demain : magazine qui met en lumière les acteurs qui font l’innovation dans l'Arc jurassien
- Dans la course : série de magazines consacrés à la course à pied et au VTT
- Jura show : talk show hebdomadaire qui reçoit des personnalités du Jura et du Jura bernois
- Le chaînon manquant : magazine sur le chantier A5 à Serrières
- Le Contrôleur : émissions humoristiques où le téléspectateur suit le quotidien d'un contrôleur urbain
- Minimag : magazine hebdomadaire de la rédaction de Canal Alpha
- Novices en eaux douces : divertissement de l'été
- Objet de culture(s) : l'histoire d'objets insolites
- Passerelles : magazine des églises catholiques-romaines, catholiques-chrétiennes et réformées du canton de Neuchâtel
- Rouge & blanc : le monde du vin décrypté par des spécialistes de la région

## Audience
Puisque la chaîne est diffusée sur l'intégralité de l'Arc jurassien, elle a un potentiel d'environ 320 000 téléspectateurs. Les chiffres semestriels publiés par l’institut de recherche indépendant Mediapulse indiquent que Canal Alpha a été regardée chaque jour en moyenne par 63 900 personnes durant le 2e semestre 2016. 